# Niebylec (gmina)
Niebylec – gmina wiejska w województwie podkarpackim, w powiecie strzyżowskim. W latach 1975–1998 gmina położona była w województwie rzeszowskim.
Siedziba gminy to Niebylec.
Według danych z 30 czerwca 2004 gminę zamieszkiwały 10 624 osoby.

## Struktura powierzchni
Według danych z roku 2002 gmina Niebylec ma obszar 104,37 km², w tym:
- użytki rolne: 72%
- użytki leśne: 22%

Gmina stanowi 20,73% powierzchni powiatu.

## Demografia

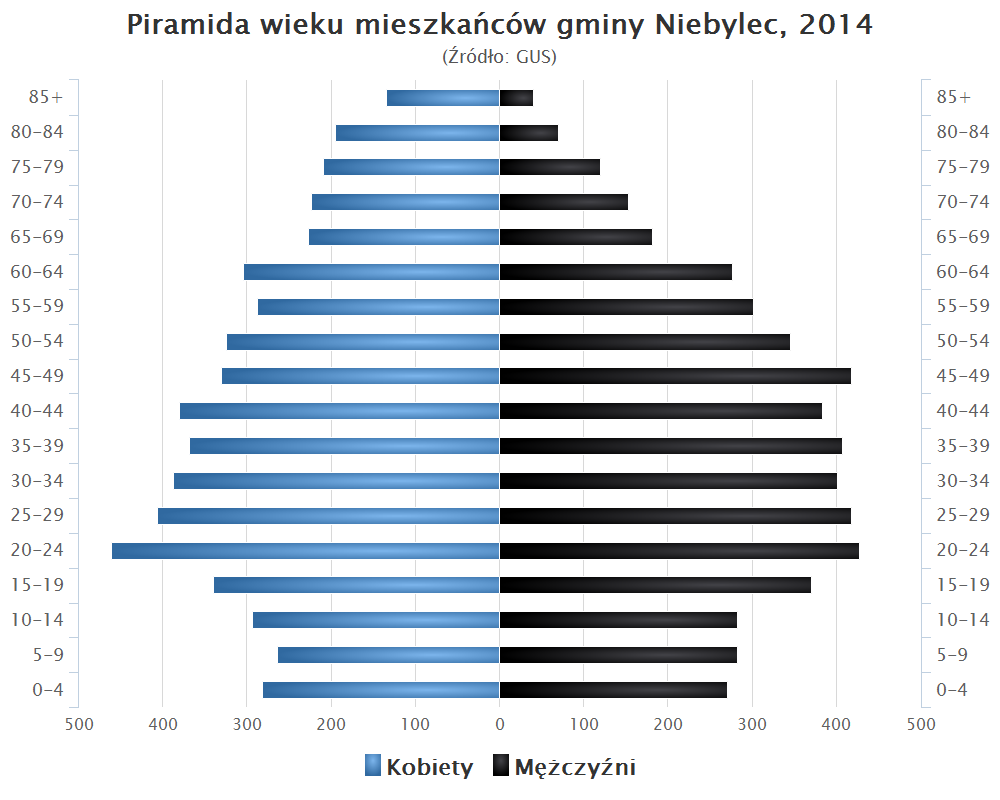
Piramida wieku mieszkańców gminy Niebylec w 2014 roku

Dane z 30 czerwca 2004:
| Opis                              | Ogółem | Ogółem | Kobiety | Kobiety | Mężczyźni | Mężczyźni |
| --------------------------------- | ------ | ------ | ------- | ------- | --------- | --------- |
| jednostka                         | osób   | %      | osób    | %       | osób      | %         |
| populacja                         | 10 624 | 100    | 5432    | 51,1    | 5192      | 48,9      |
| gęstość zaludnienia (mieszk./km²) | 101,8  | 101,8  | 52      | 52      | 49,7      | 49,7      |

## Sołectwa
Baryczka, Blizianka, Gwoździanka, Gwoźnica Dolna, Gwoźnica Górna, Jawornik Niebylecki, Konieczkowa, Lutcza, Małówka, Niebylec, Połomia.

## Sąsiednie gminy
Błażowa, Czudec, Domaradz, Korczyna, Lubenia, Strzyżów